# Skalowia

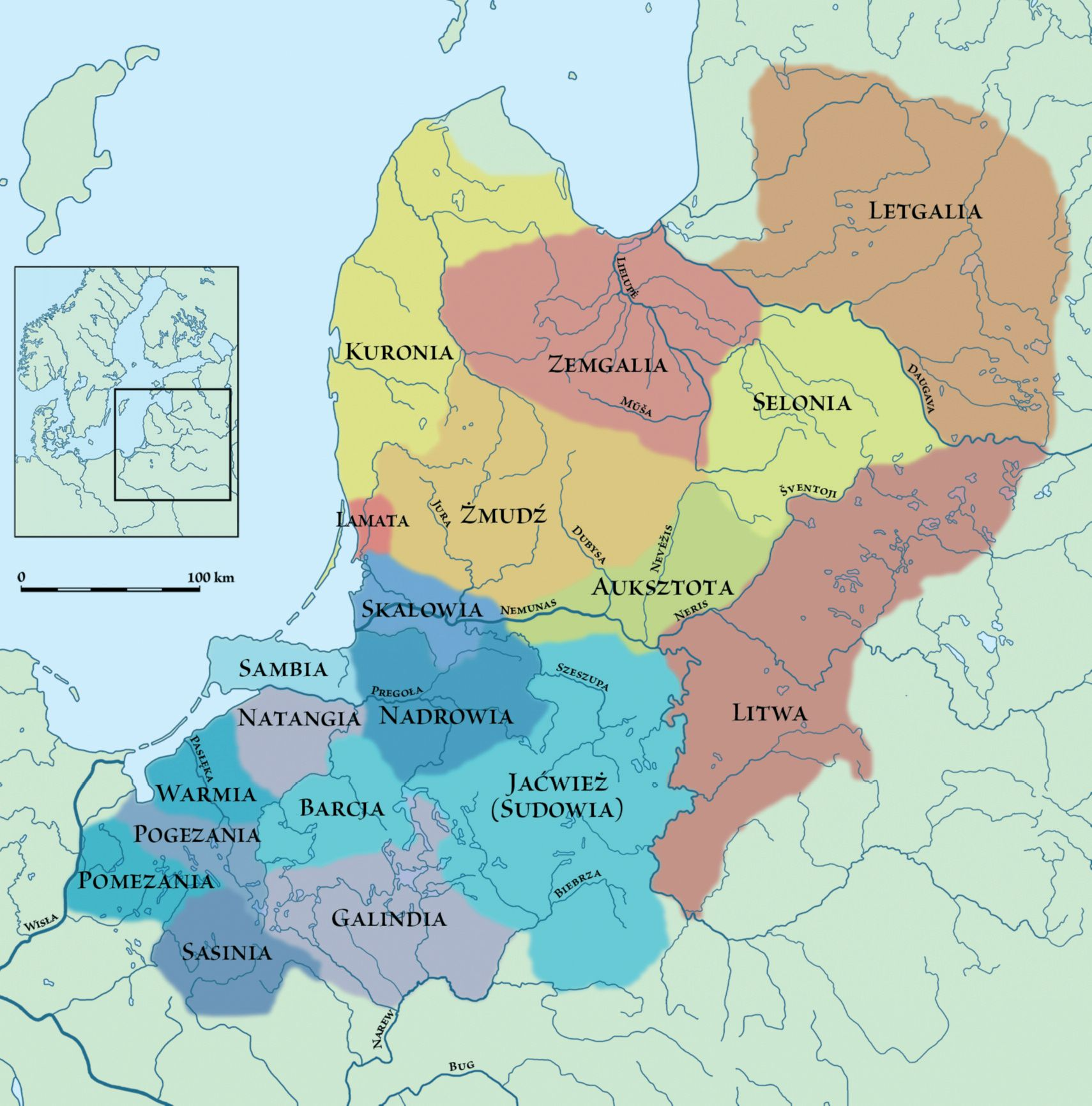
Plemiona bałtyjskie około 1200 roku

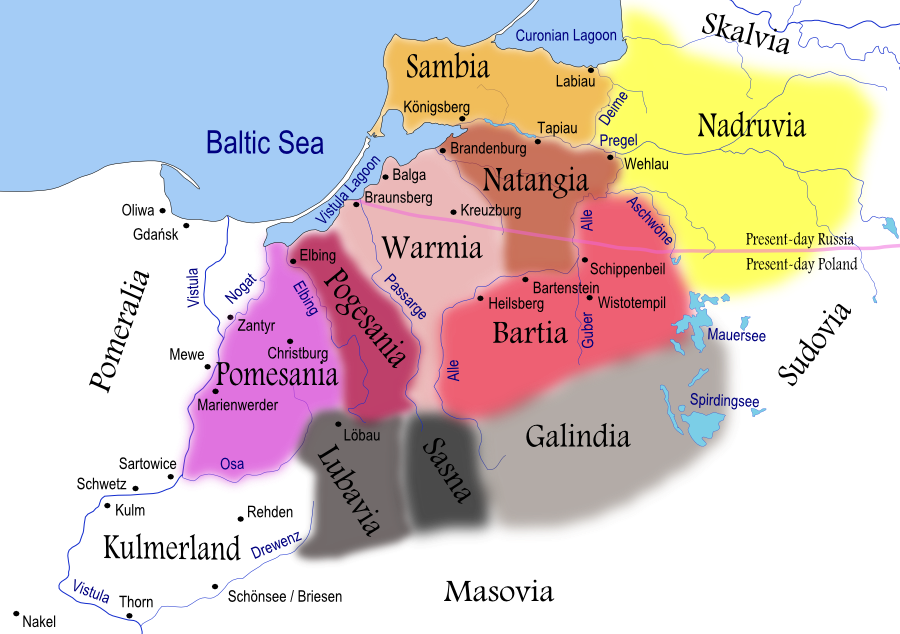
Krainy Prus

Skalowia – kraina pruska, jej nazwa oznaczała prawdopodobnie jakieś określenie lasu. Znajdowała się po obu stronach dolnego biegu Niemna od ujścia Mitawy do Zalewu Kurońskiego. 
Najstarsza wzmianka o Skalowii znajduje się w zbiorze dokumentów Liber Census Daniae (ok. 1210–1231) duńskiego króla Waldemara II Zwycięskiego, który w 1210 wyprawił się do Prus i je sobie czasowo podporządkował.
Skalowia została podbita przez Krzyżaków w 1277 po upadku głównego grodu Skalowów – późniejszej krzyżackiej Ragnety. Tego samego roku trzej wodzowie wojenni Skalowów: Surbantz, Swisdeta i Swedeta przeszli na chrześcijaństwo ze swoimi rodzinami i opuścili swoje majątki.
Tak przedstawił to wydarzenie Piotr z Dusburga w Kronice ziemi Pruskiej, Toruń 2004:

( ... ) brat Teodoryk, wójt Sambii, z rozkazu mistrza poprowadził ze sobą wielu braci i tysiąc mężów, którzy byli doskonale wyszkoleni w zdobywaniu grodów, a udał się drogą wodną do ziemi Skalowów, która położona jest na obydwu brzegach Niemna. Następnie podszedł pod zamek położony w tym miejscu, gdzie znajduje się obecnie zamek Ragneta i zaczął go zdobywać [ ... ] Niektórzy przystawiali drabiny i starali się wejść na mury. Wówczas po drugiej stronie Skalowowie usiłowali stawić opór, ale wtedy łucznicy braci odparli ich gradem strzał. Przeto jedni z użyciem siły wchodzili do środka przez mury, drudzy przez bramę zamkową. I całą tę wielką liczbę niewiernych, która znajdowała się w zamku, a na którą nacierało bez ustanku wojsko braci, wycięli mieczem; kobiety i dzieci powiedli ze sobą razem z bardzo wielkim łupem różnych przedmiotów. Gdy tego dokonali, spalili zamek, jego przedzamcza oraz budynki, które znajdowały się w pobliżu ( ... ).

W 1289 potwierdzony został podział ziem między mistrzów zakonu krzyżackiego i inflanckiego i wymieniono m.in. ziemię Skalowia (Schalwen), Karsowia (Karsowe), Twery (Twerkiten). Od tego czasu Skalowia wchodziła w skład komturstwa z centrum w Ragnecie. Od XVI wieku leżąca na terenie tzw. Litwy Mniejszej.  
Obecnie Skalowia jest podzielona pomiędzy Republikę Litewską i Obwód królewiecki (Rosja).